# Instacart
Instacart est une entreprise américaine spécialisée dans la livraison de produits alimentaires, via des livreurs indépendants. À l'image d'Uber pour le transport de personne, Instacart via une application mobile permet de mettre en relation des clients souhaitant se faire livrer leur course dans des magasins ayant pignon sur rue, avec des livreurs.  

## Historique
Instacart est fondé en 2012 par Apoorva Mehta, à San Francisco. 
Le 16 octobre 2018, Instacart officialise une nouvelle levée de fonds d'environ 600 millions de dollars en plus des 350 millions déjà récoltés en début d'année 2018.  
À la différence du géant de la livraison, Amazon, et des autres entreprises de ce secteur, Instacart ne dispose pas d'entrepôt : l'entreprise sert uniquement d'intermédiaire.
En mars 2021, la société réalise une nouvelle levée de fonds de 265 millions de dollars cette fois, et annonce une valorisation à 39 milliards de dollars, soit près du double de celle calculée un an auparavant.
Le 12 juillet 2021, la française Fidji Simo quitte Facebook où elle était n° 3 pour prendre la tête d'Instacart. Elle aura notamment pour mission de préparer l'introduction en bourse d'Instacart Dans une interview pour CNBC le 8 juillet, elle explique qu'elle va également travailler à la croissance des activités publicitaires et commerciales au-delà de la livraison de nourriture. 
En 2022, l'entreprise renonce à son entrée en bourse pour la décaler à 2023, année à laquelle elle atteint la rentabilité. L'action sera désignée par le sigle CART. 